# Frank Wedekind
Benjamin Franklin Wedekind (n. 24 iulie 1864 – d.  9 martie 1918), mai cunoscut pe scurt ca Frank Wedekind, a fost un dramaturg german.

## Opere literare
- Frühlings Erwachen (Deșteptarea primăverii, 1891)
- Erdgeist (1895)
- Die Kammersänger (1899), piesă într-un singur act
- Der Marquis von Keith (1901)
- König Nicolo oder So ist das Leben (1902)
- Mine-Haha oder Über die körperliche Erziehung der jungen Mädchen (1903), nuvelă
- Die Büchse der Pandora (Cutia Pandorei, 1904)
- Hidalla oder Sein und Haben (1905)
- Musik (1906)
- Totentanz (The Dance of Death, 1908)
- Schloss Wetterstein (Castelul Wetterstein, 1910)
- Franziska (1912)
- Bismarck (1916)
- Herakles (Heracle, 1917)